# Alberto Mendieta
Alberto Ramón Mendieta Fuentes (ur. 22 września 1992) – nikaraguański zapaśnik walczący w obu stylach. Zajął 37. miejsce na mistrzostwach świata w 2013. Piąty na igrzyskach panamerykańskich w 2011 i dziewiąty w 2015. Szósty na mistrzostwach panamerykańskich w 2010 i 2015. Czterokrotny srebrny medalista igrzysk Ameryki Środkowej. Trzeci na mistrzostwach panamerykańskich juniorów w 2012 roku.